# 1983 en informatique
1982 en informatique - 1983 - 1984 en informatique
Cet article présente les principaux évènements de 1983 dans le domaine informatique.

## Évènements
- Le ministère américain de la défense divise ARPANET en deux branches, l’une pour l’informatique civile, l’autre pour les militaires.
- Le protocole TCP/IP remplace NCP et définit ainsi l'Internet.
- Normalisation du langage Ada.
- Leslie Lamport propose LaTeX, un système de macros élaborées à partir du logiciel libre de composition de documents TeX.
- Fondation de Borland
- Première version du traitement de texte Word
- Krach du jeu vidéo de 1983 aux États-Unis
- Naissance de l'interface informatique musicale MIDI
- Fondation de la société Telemedia en France
- Sortie de l'ordinateur personnel IBM PC XT